# L'Aventure postale
L'Aventure postale (Thurn and Taxis) est un jeu de société créé par Andreas Seyfarth et Karen Seyfarth en 2006 et édité en français par Schmidt Spiele sous son nom de marque Hans im Glück.
Pour 2 à 4 joueurs, à partir de 10 ans.

## Principe général
Le principe du jeu est de développer une entreprise de calèche postale.

### Matériel
- Un tablier de jeu représentant essentiellement l'Allemagne (avec également une partie de la Suisse, de l'Autriche, de la République tchèque et de la Pologne), découpé en différentes provinces.
- 66 cartes villes (3 cartes de chaque ville)
- 20 cartes calèches (numérotées de 3 à 7, 4 exemplaires de chaque carte)
- 4 cartes « maison mère », une pour chaque couleur : rouge, jaune, bleue et verte.
- 80 maisons en bois (20 de chaque couleur)
- 30 marqueurs de points bonus

### Mise en place
Après avoir placé le tablier de jeu au centre de la table, il faut disposer tous les marqueurs de points bonus en pile, face visible et par couleur, aux emplacements prévus sur le plan de jeu (dans l'ordre décroissant, avec le plus élevé au-dessus).
Ensuite, il faut mélanger les cartes de villes et en placer six face visibles aux emplacements prévus sur le jeu à cet effet. Le reste étant mis en tas face cachée sur le côté.
Enfin, chaque joueur prend les 20 maisons et la carte « maison mère » de la couleur de son choix.

## Règle du jeu

### Début de la partie
Le joueur le plus jeune commence la partie.

### Déroulement
Un tour de jeu se déroule en trois phases :
1. Piocher une carte de ville. (obligatoire)
2. Poser une carte de ville pour agrandir sa route. (obligatoire)
3. Fermer sa route (si celle-ci comporte au moins trois villes). (facultatif)

#### Piocher une carte
Le joueur peut piocher une des six cartes posées face visible ou la première carte sur le tas de cartes restantes (faces cachées).
À chaque fois qu'une carte face visible est piochée, elle est immédiatement remplacée par la première carte de la pioche.

#### Agrandir sa route
Pour agrandir sa route, le joueur doit ajouter une carte de ville qui précède directement la première étape ou suit la dernière étape de la route en construction. Il ne doit pas y avoir de bifurcation et la route ne peut pas être modifiée pour la partie déjà posée aux tours précédents.
Si un joueur ne peut pas agrandir sa route, faute de carte concordante, la route en cours de construction est perdue (toutes les cartes étalées sont défaussées).

#### Fermer sa route
Si la route en construction comporte au moins trois villes, le joueur peut décider de fermer sa route.
Poser des maisons
Lorsque le joueur ferme sa route, il dispose de deux choix pour poser ses maisons :
- Soit le joueur pose une (et une seule) maison dans chaque province traversée par sa route.
- Soit le joueur pose une maison dans toutes les villes d'une seule province.

Récupérer une carte de carrosse
Lorsque l'on ferme sa route, on peut récupérer une carte de carrosse de la valeur de la taille de la route. C'est-à-dire que lorsqu'on ferme une route de taille 3, on peut récupérer le carrosse de valeur 3.
Il est obligatoire de récupérer les cartes de carrosse dans l'ordre. C'est-à-dire que pour avoir la carte 4, il faut au préalable avoir le 3. Exemple : un joueur ferme sa première route pour la partie. Il peut prendre le carrosse de valeur 3. Il ne peut pas prendre celui de valeur 4, car il n'a pas encore le 3.
Récupérer des bonus
Après avoir posé ses maisons, le joueur peut éventuellement récupérer des points bonus.
Si le joueur possède une maison dans toutes les villes d'une couleur (une province ou réunion de province), il récupère le bonus de la couleur.
Si le joueur ferme une route d'au moins cinq villes, il récupère (s'il en reste) un bonus pour la longueur de sa route.
Si le joueur possède une maison dans chaque province, il récupère le bonus associés.
Enfin, si le joueur pose sa dernière maison ou récupère le carrosse de valeur 7, il a le droit au bonus du joueur qui termine le premier.

#### Faire appel à un personnage
Pour chaque tour de jeu, le joueur peut faire appel à une aide et une seule. Pour cela, il dispose de quatre personnages :
- Le chef de poste (permet de piocher deux cartes au lieu d'une).
- Le postier (permet de poser deux cartes au lieu d'une).
- Le bailli (permet de changer les six cartes visibles de la pioche par les six premières cartes du tas).
- Le cocher (permet de prendre un carrosse d'une valeur de 2 supérieur à la taille du chemin fermé).

À noter que lorsqu'un joueur ne possède aucune carte de ville, il est obligé de faire appel au chef de poste (ce qui est le cas en début de partie par exemple).

### Fin de partie et vainqueur
La partie se termine lorsqu'un des joueurs pose sa dernière maison ou lorsqu'il récupère le carrosse de valeur 7. À ce moment-là, tous les autres joueurs jouent encore une fois, puis la partie est terminée.
Le vainqueur est celui qui totalise le plus grand nombre de points (cumul de tous les bonus moins le nombre de maisons restantes).

## Récompenses
- Spiel des Jahres  2006